# Блу Маунтин (Мисисипи)
Блу Маунтин (енгл. Blue Mountain) град је у америчкој савезној држави Мисисипи.

## Демографија
По попису из 2010. године број становника је 920, што је 250 (37,3%) становника више него 2000. године.
| Група             | 2000.       | 2010.       |
| Белци             | 542 (80,9%) | 712 (77,4%) |
| Афроамериканци    | 92 (13,7%)  | 163 (17,7%) |
| Азијати           | 3 (0,4%)    | 5 (0,5%)    |
| Хиспаноамериканци | 25 (3,7%)   | 20 (2,2%)   |
| Укупно            | 670         | 920         |